# Calluga lophoceras
Calluga lophoceras is een vlinder uit de familie van de spanners (Geometridae). De wetenschappelijke naam van de soort is voor het eerst geldig gepubliceerd in 1931 door Louis Beethoven Prout.